# Serrat de l'Espasa
El Serrat de l'Espasa és una serra situada entre els municipis de Cabó i de les Valls d'Aguilar a la comarca de l'Alt Urgell, amb una elevació màxima de 1.647 metres.